# 洛尔西
洛尔西（法語：Lorcy，法語發音：[lɔʁsi]）是法国卢瓦雷省的一个市镇，位于该省北部偏东，属于皮蒂维耶区。

## 地理
洛尔西（48°3'20"N, 2°32'2"E）面积16.75 平方千米，位于法国中央-卢瓦尔河谷大区卢瓦雷省，该省份为法国中北部省份，北起埃松省，西北接厄尔-卢瓦省，西南接卢瓦-谢尔省，南至涅夫勒省和谢尔省，东临约讷省，东北接塞纳-马恩省。
与洛尔西接壤的市镇（或旧市镇、城区）包括：科尔贝耶、沙普隆、瑞朗维尔、拉东、加蒂奈地区梅济耶尔。

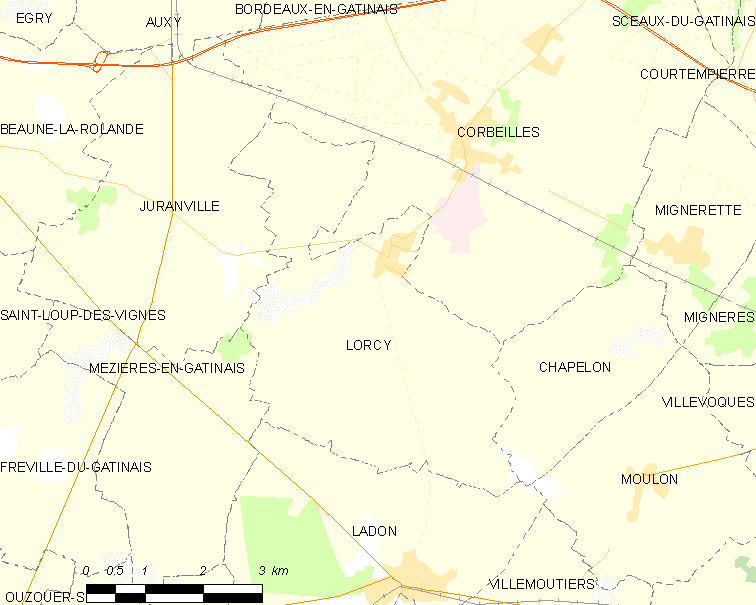
洛尔西的OSM定位图

洛尔西的时区为UTC+01:00、UTC+02:00（夏令时）。

## 行政
洛尔西的邮政编码为45490，INSEE市镇编码为45186。

## 政治
洛尔西所属的省级选区为勒马勒塞布瓦县。

## 人口

1962-2008年间洛尔西人口变化图示

洛尔西于2022年1月1日时的人口数量为589人。